# Volumi di Universale Electa/Gallimard

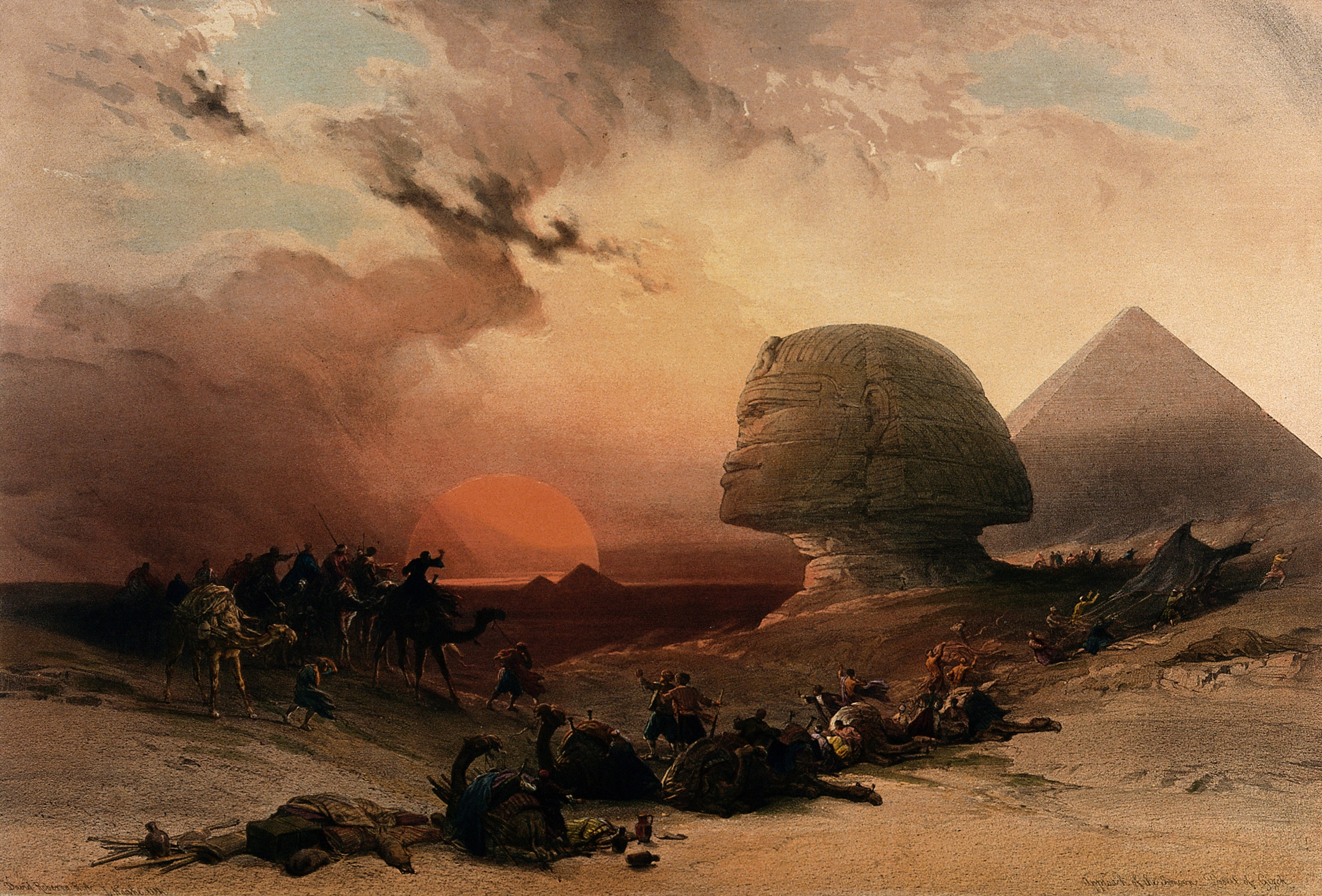
Litografia di David Roberts presente sulla copertina del primo volume L’antico Egitto, archeologia di una civiltà.

Elenco dei volumi di «Découvertes Gallimard» tradotti in lingua italiana, sotto il titolo «Universale Electa/Gallimard». I libri sono stati pubblicati tra il 1992 e il 1999. Tutti i volumi sono stampati a colori nel formato 12,5 × 17,8.
Nel 2011, la casa editrice milanese L’ippocampo Edizioni ha ripreso la pubblicazione di «Découvertes», questa nuova collana è stata battezzata «Universale L’ippocampo».

## Universale Electa/Gallimard
| Nº  | Titolo italiano                                                                                 | Titolo francese                                              | Serie             | Autore                                          | Traduttore                                              |
| --- | ----------------------------------------------------------------------------------------------- | ------------------------------------------------------------ | ----------------- | ----------------------------------------------- | ------------------------------------------------------- |
| 001 | L’antico Egitto: archeologia di una civiltà                                                     | À la recherche de l’Égypte oubliée                           | Storia e civiltà  | Jean Vercoutter                                 | Micaela Zucconi                                         |
| 002 | Cristoforo Colombo: ammiraglio del Mare Oceano                                                  | Christophe Colomb : Amiral de la mer Océane                  | Viaggi e scoperte | Michel Lequenne                                 | Ida Sassi                                               |
| 003 | I fossili: orme di mondi scomparsi                                                              | Les fossiles, empreinte des mondes disparus                  | Natura            | Yvette Gayrard-Valy                             | Anna Alessandrello, Roberta Bigarelli                   |
| 004 | Mozart: prediletto degli dei                                                                    | Mozart : Aimé des dieux                                      | Musica            | Michel Parouty                                  | Silvia Orsi                                             |
| 005 | La scrittura: memoria degli uomini                                                              | L’écriture, mémoire des hommes                               | Storia e civiltà  | Georges Jean                                    | Carla Sacchi                                            |
| 006 | Galileo: messaggero delle stelle                                                                | Galilée : Le messager des étoiles                            | Scienza           | Jean-Pierre Maury                               | Enrico Miotto                                           |
| 007 | Alessandro Magno: dalla Grecia all’Oriente                                                      | De la Grèce à l’Orient : Alexandre le Grand                  | Storia e civiltà  | Pierre Briant                                   | Micaela Zucconi                                         |
| 008 | Le balene: giganti del mare                                                                     | Vie et mort des baleines                                     | Natura            | Yves Cohat                                      | Trani Corinne                                           |
| 009 | Roma Antica: tra mito e scoperta                                                                | À la recherche de la Rome antique                            | Storia e civiltà  | Claude Moatti                                   | Carlo Montrésor                                         |
| 010 | Marco Polo e la via della seta                                                                  | Marco Polo et la Route de la Soie                            | Viaggi e scoperte | Jean-Pierre Drège                               | Ida Sassi                                               |
| 011 | Van Gogh: il sole in faccia                                                                     | Van Gogh : Le soleil en face                                 | Arte              | Pascal Bonafoux                                 | Ida Sassi                                               |
| 012 | Pompei: la città sepolta                                                                        | Pompéi : La cité ensevelie                                   | Storia e civiltà  | Robert Étienne                                  | Fernando Cezzi                                          |
| 013 | Freud: il padre della psicoanalisi                                                              | Sigmund Freud : « Un tragique à l’âge de la science »        | Scienza           | Pierre Babin                                    | Ida Sassi                                               |
| 014 | I vulcani: il fuoco della terra                                                                 | Les feux de la terre : Histoires de volcans                  | Scienza           | Maurice Krafft                                  | Rossana Rossi                                           |
| 015 | Maometto: il profeta e l’Islam                                                                  | Mahomet, la parole d’Allah                                   | Storia e civiltà  | Anne-Marie Delcambre                            | Cesaria Zaccarini                                       |
| 016 | I Pellerossa: popolo delle praterie                                                             | La terre des Peaux-Rouges                                    | Storia e civiltà  | Philippe Jacquin                                | Ugo Barlozzetti                                         |
| 017 | Amazzonia: un gigante ferito                                                                    | L’Amazone, un géant blessé                                   | Storia e civiltà  | Alain Gheerbrant                                | Floriana Lipparini                                      |
| 018 | Gli Etruschi: il mistero svelato                                                                | Les Étrusques : La fin d’un mystère ?                        | Storia e civiltà  | Jean-Paul Thuillier                             | Carlo Montrésor                                         |
| 019 | Il sangue e la vita: tra mito e scienza                                                         | Le sang et les hommes                                        | Scienza           | Jacques-Louis Binet                             | Roberta Bigarelli                                       |
| 020 | I Maya: alla scoperta delle città perdute                                                       | Les cités perdues des Mayas                                  | Storia e civiltà  | Claude-François Baudez, Sydney Picasso          | Ida Sassi                                               |
| 021 | Goya: il sangue e l’oro                                                                         | Goya d’or et de sang                                         | Arte              | Jeannine Baticle                                | Ida Sassi                                               |
| 022 | I Greci: l’alba di una civiltà                                                                  | La Naissance de la Grèce : Des Rois aux Cités                | Storia e civiltà  | Pierre Lévêque                                  | Carlo Montrésor                                         |
| 023 | Il cielo: caos e armonia del mondo                                                              | Le ciel, ordre et désordre                                   | Scienza           | Jean-Pierre Verdet                              | Laura de Tommasi                                        |
| 024 | I Vichinghi: signori del mare                                                                   | Les Vikings, rois des mers                                   | Storia e civiltà  | Yves Cohat                                      | Ida Sassi                                               |
| 025 | Tiziano: “l’arte più potente della natura”                                                      | Titien : « L’art plus fort que la nature »                   | Arte              | David Rosand                                    | Maurizio Vitta                                          |
| 026 | Bisanzio: l’oro e la porpora di un impero                                                       | Tout l’or de Byzance                                         | Storia e civiltà  | Michel Kaplan                                   | Ida Sassi                                               |
| 027 | Il Neolitico: alle origini della civiltà                                                        | Au Néolithique : Les premiers paysans du monde               | Storia e civiltà  | Catherine Louboutin                             | Carlo Montrésor                                         |
| 028 | I dinosauri: misteri di una scomparsa                                                           | Le monde perdu des dinosaures                                | Scienza e natura  | Jean-Guy Michard                                | Carlo Montrésor                                         |
| 029 | Rembrandt: l’ombra e la luce                                                                    | Rembrandt : Le clair, l’obscur                               | Arte              | Pascal Bonafoux                                 | Ida Sassi                                               |
| 030 | Artide e Antartide: la grande sfida dei poli                                                    | Le grand défi des pôles                                      | Viaggi e scoperte | Bertrand Imbert                                 | Carlo Montrésor                                         |
| 031 | Beethoven: la forza dell’assoluto                                                               | Beethoven : La force de l’absolu                             | Musica            | Philippe A. Autexier                            | Silvia Orsi                                             |
| 032 | Big Bang: origine e destino dell’universo                                                       | Le destin de l’univers : Le big bang, et après               | Scienza e natura  | Trinh Xuan Thuan                                | Carlo Montrésor                                         |
| 033 | Gli Incas: figli del Sole                                                                       | Les Incas : Peuple du Soleil                                 | Storia e civiltà  | Carmen Bernand                                  | Ida Sassi                                               |
| 034 | Picasso: la ricerca e la memoria                                                                | Picasso : Le sage et le fou                                  | Arte              | Marie-Laure Bernadac, Paule du Bouchet          | Carlo Montrésor                                         |
| 035 | Le Crociate: cronache dall’Oriente                                                              | L’Orient des Croisades                                       | Storia e civiltà  | Georges Tate                                    | Ida Sassi                                               |
| 036 | La Grecia antica: archeologia di una scoperta                                                   | La Grèce antique : Archéologie d’une découverte              | Storia e civiltà  | Roland Étienne, Françoise Étienne               | Carlo Montrésor                                         |
| 037 | Gesù: il dio inatteso                                                                           | Jésus : Le dieu inattendu                                    | Storia e civiltà  | Gérard Bessière                                 | Carlo Montrésor                                         |
| 038 | Il linguaggio dei segni: la scrittura e il suo doppio                                           | Langage de signes : L’écriture et son double                 | Storia e civiltà  | Georges Jean                                    | Carlo Montrésor                                         |
| 039 | Il rock: il nostro tempo nella musica                                                           | L’âge du rock                                                | Musica            | Alain Dister                                    | Carlo Montrésor                                         |
| 040 | Il jazz: oltre il bebop                                                                         | L’épopée du jazz 2/ Au-delà du bop                           | Musica            | Franck Bergerot, Arnaud Merlin                  | Ida Sassi                                               |
| 041 | Gauguin: “ia orana Tahiti”                                                                      | Gauguin : « Ce malgré moi de sauvage »                       | Arte              | Françoise Cachin                                | Ida Sassi                                               |
| 042 | Il calcio: una storia mondiale                                                                  | La balle au pied : Histoire du football                      | Sport             | Alfred Wahl                                     | Carlo Montrésor                                         |
| 043 | L’Africa: esploratori nel continente nero                                                       | L’Afrique des explorateurs : Vers les sources du Nil         | Viaggi e scoperte | Anne Hugon                                      | Giulia Squadroni                                        |
| 044 | I Celti: “barbari d’Occidente”                                                                  | L’Europe des Celtes                                          | Storia e civiltà  | Christiane Éluère                               | Marina Rotondo                                          |
| 045 | Gli Aztechi: il tragico destino di un impero                                                    | Le destin brisé de l’empire aztèque                          | Storia e civiltà  | Serge Gruzinski                                 | Ida Sassi                                               |
| 046 | Bach: la sublime armonia                                                                        | Magnificat : Jean-Sébastien Bach, le cantor                  | Musica            | Paule du Bouchet                                | Beatrice Falaschi                                       |
| 047 | Cartagine: la leggenda ritrovata                                                                | La légende de Carthage                                       | Storia e civiltà  | Azedine Beschaouch                              | Beatrice Falaschi                                       |
| 048 | Buddha: saggezza e illuminazione                                                                | La sagesse du Bouddha                                        | Storia e civiltà  | Jean Boisselier                                 | Giulia Squadroni                                        |
| 049 | Einstein: la gioia del pensiero                                                                 | Einstein : La joie de la pensée                              | Scienza e natura  | Françoise Balibar                               | Ida Sassi                                               |
| 050 | Il cinematografo: invenzione del secolo                                                         | Cinématographe, invention du siècle                          | Cinema            | Emmanuelle Toulet                               | Beatrice Falaschi                                       |
| 051 | Le origini dell’uomo: L’avventura dell’evoluzione                                               | L’Homme avant l’Homme : Le scénario des origines             | Scienza e natura  | Herbert Thomas                                  | Beatrice Falaschi                                       |
| 052 | La Mesopotamia: dalla scrittura all'archeologia                                                 | Il était une fois la Mésopotamie                             | Storia e civiltà  | Jean Bottéro, Marie-Joseph Stève                | Antonella Stefanelli                                    |
| 053 | Nei mari del sud: da Magellano a Cook                                                           | Sur des mers inconnues : Bougainville, Cook, Lapérouse       | Viaggi e scoperte | Étienne Taillemite                              | Giulia Squadroni                                        |
| 054 | Newton e la meccanica celeste                                                                   | Newton et la mécanique céleste                               | Scienza e natura  | Jean-Pierre Maury                               | Ida Sassi                                               |
| 055 | Gli Sciti: dalla Siberia al Mar Nero                                                            | Histoires de kourganes : La redécouverte de l’or des Scythes | Storia e civiltà  | Véronique Schiltz                               | Antonella Stefanelli                                    |
| 056 | Ebla: La città rivelata                                                                         | Aux origines de la Syrie : Ebla retrouvée                    | Storia e civiltà  | Paolo Matthiae                                  | Originariamente pubblicato in italiano                  |
| 057 | Venezia: la Serenissima e il mare                                                               | Venise : La Sérénissime et la mer                            | Storia e civiltà  | René Burlet, André Zysberg                      | Carlo Montrésor; adattamento a cura di Sabina Vianello  |
| 058 | Angkor: la foresta di pietra                                                                    | Angkor : La forêt de pierre                                  | Storia e civiltà  | Bruno Dagens                                    | Giulia Squadroni                                        |
| 059 | Shoah: gli ebrei e la catastrofe                                                                | La Shoah : L’impossible oubli                                | Storia e civiltà  | Anne Grynberg                                   | Ida Sassi                                               |
| 060 | 1939-1945: il mondo in guerra                                                                   | 1939-1945 : Le monde en guerre                               | Storia e civiltà  | Anthony Kemp                                    | Ida Sassi                                               |
| 061 | Le streghe: amanti di Satana                                                                    | Les sorcières, fiancées de Satan                             | Storia e civiltà  | Jean-Michel Sallmann                            | Ida Sassi                                               |
| 062 | Il giardino: paradiso del mondo                                                                 | Tous les jardins du monde                                    | Architettura      | Gabrielle van Zuylen                            | Beatrice Falaschi                                       |
| 063 | Cleopatra: l’ultima dei faraoni                                                                 | Cléopâtre, vie et mort d’un pharaon                          | Storia e civiltà  | Edith Flamarion                                 | Antonella Stefanelli                                    |
| 064 | Cézanne: “potente e solitario”                                                                  | Cézanne : « Puissant et solitaire »                          | Arte              | Michel Hoog                                     | Emma da Fiesole                                         |
| 065 | Verdi: la musica e il dramma                                                                    | Verdi, la musique et le drame                                | Musica            | Alain Duault                                    | Emma da Fiesole                                         |
| 066 | I Persiani e l’impero di Dario                                                                  | Darius : Les Perses et l’Empire                              | Storia e civiltà  | Pierre Briant                                   | Claudia Matthiae                                        |
| 067 | Il Rinascimento dell’architettura: da Brunelleschi a Palladio                                   | La Renaissance de l’architecture, de Brunelleschi à Palladio | Architettura      | Bertrand Jestaz                                 | Carlo Montrésor                                         |
| 068 | I Romani e l’eredità dell’impero                                                                | Nos ancêtres les Romains                                     | Storia e civiltà  | Roger Hanoune, John Scheid                      | Carlo Montrésor                                         |
| 069 | Caravaggio: pittore e “assassino”                                                               | Le Caravage : Peintre et assassin                            | Arte              | José Frèches                                    | Claudia Matthiae                                        |
| 070 | Chaplin: un uomo chiamato Charlot                                                               | Charlot : Entre rire et larme                                | Cinema            | David Robinson                                  | Carlo Montrésor                                         |
| 071 | Monet: luce e colori dell’impressionismo                                                        | Monet : « un œil... mais, bon Dieu, quel œil ! »             | Arte              | Sylvie Patin                                    | Emma da Fiesole                                         |
| 072 | Matisse: “uno splendore inaudito”                                                               | Matisse : « Une splendeur inouïe »                           | Arte              | Xavier Girard                                   | Carlo Montrésor                                         |
| 073 | Leonardo da Vinci: arte e scienza dell’universo                                                 | Léonard de Vinci : Art et science de l’univers               | Arte              | Alessandro Vezzosi                              | Originariamente pubblicato in italiano                  |
| 074 | L’oro di Troia e il sogno di Schliemann                                                         | L’or de Troie ou le rêve de Schliemann                       | Storia e civiltà  | Hervé Duchêne                                   | Antonella Stefanelli                                    |
| 075 | Che Guevara: utopia e rivoluzione                                                               | Che Guevara, compagnon de la révolution                      | Storia e civiltà  | Jean Cormier                                    | Vito Calabretta                                         |
| 076 | Il fumetto: cent’anni di avventura                                                              | Les aventures de la BD                                       | Arte              | Claude Moliterni, Philippe Mellot, Michel Denni | Vito Calabretta, Emma da Fiesole                        |
| 077 | Dai Sumeri ai Babilonesi: i popoli della Mesopotamia                                            | Babylone : À l’aube de notre culture                         | Storia e civiltà  | Jean Bottéro                                    | Claudia Matthiae                                        |
| 078 | I primi cristiani: l’alba del martirio                                                          | Premiers chrétiens, premiers martyrs                         | Storia e civiltà  | Pierre-Marie Beaude                             | Ida Sassi                                               |
| 079 | La Magna Grecia: italici e italioti                                                             | Magna Grecia : Les colonies grecques dans l’Italie antique   | Storia e civiltà  | Pier Giovanni Guzzo                             | Originariamente pubblicato in italiano                  |
| 080 | Il Rap: l’offensiva metropolitana                                                               | L’offensive rap                                              | Storia e civiltà  | Olivier Cachin                                  | Silvia Marzocchi                                        |
| 081 | Internet: viaggio nel ciberspazio                                                               | La planète cyber : Internet et cyberespace                   | Storia e civiltà  | Jean-Claude Guédon                              | Silvia Marzocchi                                        |
| 082 | Schiavi e negrieri: la grande tratta                                                            | Esclaves et négriers                                         | Storia e civiltà  | Jean Meyer                                      | Francesco Paolo Campione                                |
| 083 | Il Museo: tempio della memoria                                                                  | L’invention des musées                                       | Storia e civiltà  | Roland Schaer                                   | Silvia Marzocchi                                        |
| 084 | Meteo: leggi e capricci dell’atmosfera                                                          | Pleuvra, pleuvra pas : La météo au gré du temps              | Scienza e natura  | René Chaboud                                    | Ida Sassi                                               |
| 085 | Urbi et Orbi: i papi nella storia                                                               | Urbi et Orbi : Deux mille ans de papauté                     | Storia e civiltà  | Gérard Bessière, Francesco Chiovaro             | Claudia Matthiae                                        |
| 086 | Alchimia: l’oro della conoscenza                                                                | Alchimie, le grand secret                                    | Storia e civiltà  | Andrea Aromatico                                | Originariamente pubblicato in italiano                  |
| 087 | La Moda: usi e costumi del vestire                                                              | Modes & vêtements                                            | Storia e civiltà  | Nathalie Bailleux, Bruno Remaury                | Francesco Paolo Campione                                |
| 088 | Il Turismo: dal Grand Tour ai viaggi organizzati                                                | L’invention du tourisme                                      | Storia e civiltà  | Marc Boyer                                      | Silvia Marzocchi                                        |
| 089 | La Riforma: Lutero, Calvino e i protestanti                                                     | Les Réformes : Luther, Calvin et les protestants             | Storia e civiltà  | Olivier Christin                                | Ida Sassi                                               |
| 090 | Truffaut: “i film della mia vita”                                                               | François Truffaut : Les films de sa vie                      | Cinema            | Annette Insdorf                                 | Silvia Marzocchi                                        |
| 091 | Il Paleolitico: cacciatori e artisti della Preistoria                                           | Au cœur de la Préhistoire : Chasseurs et artistes            | Storia e civiltà  | Denis Vialou                                    | Francesco Paolo Campione                                |
| 092 | Pericle e l’apogeo di Atene                                                                     | Périclès : L’apogée d’Athènes                                | Storia e civiltà  | Pierre Brulé                                    | Claudia Matthiae                                        |
| 093 | New York: cronache dalla città selvaggia                                                        | New York : Chronique d’une ville sauvage                     | Storia e civiltà  | Jerome Charyn                                   | Silvia Marzocchi                                        |
| 094 | Messico: Villa, Zapata e la rivoluzione                                                         | Villa, Zapata et le Mexique en feu                           | Storia e civiltà  | Bernard Oudin                                   | Silvia Marzocchi                                        |
| 095 | Le Corbusier: l’architettura come armonia                                                       | Le Corbusier : L’architecture pour émouvoir                  | Architettura      | Jean Jenger                                     | Laura de Tomasi                                         |
| 096 | Kafka: processo alla parola                                                                     | Les métamorphoses de Franz Kafka                             | Letteratura       | Claude Thiébaut                                 | Silvia Marzocchi                                        |
| 097 | L’arte svelata: scienza e capolavori                                                            | L’Art et la Science : L’esprit des chefs-d’œuvre             | Arte              | Jean-Pierre Mohen                               | Claudia Matthiae                                        |
| 098 | Tesori sommersi: l’archeologia subacquea                                                        | L’histoire engloutie ou l’archéologie sous-marine            | Storia e civiltà  | Jean-Yves Blot                                  | Claudia Matthiae                                        |
| 099 | Vivaldi: il prete rosso                                                                         | Vivaldi : Des saisons à Venise                               | Musica            | Claude Labie, Jean-François Labie               | Silvia Marzocchi; con il contributo di Franco Bacchelli |
| 100 | L’impero dei numeri                                                                             | L’empire des nombres                                         | Storia e civiltà  | Denis Guedj                                     | Ida Sassi                                               |
| 101 | Ritmi sudamericani: dal tango al samba-reggae                                                   | La musique sud-américaine : Rythmes et danses d’un continent | Musica            | Isabelle Leymarie                               | Silvia Marzocchi                                        |
| 102 | Le mummie: viaggio nell’eternità                                                                | Les momies : Un voyage dans l’éternité                       | Storia e civiltà  | Françoise Dunand, Roger Lichtenberg             | Emma da Fiesole                                         |
| 103 | Il libro: dal papiro a Gutenberg                                                                | À pleines pages : Histoire du livre, Volume I                | Storia e civiltà  | Bruno Blasselle                                 | Emma da Fiesole                                         |
| 104 | L’India dei Moghul: i fasti di un impero                                                        | L’Inde impériale des Grands Moghols                          | Storia e civiltà  | Valérie Berinstain                              | Claudia Matthiae                                        |
| 105 | Storia della bellezza: canoni, rituali, belletti                                                | Miroir, mon beau miroir : Une Histoire de la beauté          | Storia e civiltà  | Dominique Paquet                                | Emma da Fiesole                                         |
| 106 | Il popolo ebraico: le origini tra Bibbia e storia                                               | Le peuple hébreu : Entre la Bible et l’Histoire              | Storia e civiltà  | Mireille Hadas-Lebel                            | Claudia Mathiae                                         |
| 107 | Gandhi: “Grande Anima” della libertà                                                            | Gandhi : Athlète de la liberté                               | Storia e civiltà  | Catherine Clément                               | Alessandra Benabbi                                      |
| 108 | 1917: La Russia insorge                                                                         | 1917 : La Russie en révolution                               | Storia e civiltà  | Nicolas Werth                                   | Alessandra Benabbi, Emma da Fiesole                     |
| 109 | Venti di guerra: da Qadesh a Hiroshima                                                          | –                                                            | Storia e civiltà  | Sandro Matteoni                                 | –                                                       |
| 110 | Nascere, e poi?: dall’attesa alla prima infanzia                                                | Naître, et après ? : Du bébé à l’enfant                      | Storia e civiltà  | Drina Candilis-Huisman                          | Emma da Fiesole                                         |
| 111 | Ramses II: il re dei re                                                                         | Ramsès II : Souverain des souverains                         | Storia e civiltà  | Bernadette Menu                                 | Alessandra Benabbi                                      |
| 112 | Dal linguaggio alle lingue: viaggio nel mondo della parola                                      | Du langage aux langues                                       | Storia e civiltà  | Ranka Bijeljac, Roland Breton                   | Claudia Matthiae                                        |
| 113 | La Beat Generation: rivoluzione “on the road”                                                   | La Beat Generation : La révolution hallucinée                | Storia e civiltà  | Alain Dister                                    | Alessandra Benabbi                                      |
| 114 | Hong Kong: appuntamento con la Cina                                                             | Hong Kong : Rendez-vous chinois                              | Storia e civiltà  | Denis Hiault                                    | Giuliana Lomazzi                                        |
| 115 | Magica Ferrari: dall’uomo al mito                                                               | La magie Ferrari                                             | Sport             | Jean-Louis Moncet                               | Gianluca Speziale                                       |
| 116 | La città proibita: nel cuore di Pechino                                                         | La Cité interdite des Fils du Ciel                           | Storia e civiltà  | Gilles Béguin, Dominique Morel                  | Claudia Matthiae                                        |
| 117 | Francesco: il santo di Assisi                                                                   | Frère François : Le saint d’Assise                           | Storia e civiltà  | Gérard Bessière, Hyacinthe Vulliez              | Alessandra Benabbi                                      |
| 118 | 1914-1918: la prima guerra mondiale                                                             | La Grande Guerre : 1914-1918                                 | Storia e civiltà  | Stéphane Audoin-Rouzeau, Annette Becker         | Alessandra Benabbi                                      |
| 119 | Napoleone: dalla rivoluzione all’impero                                                         | Napoléon : « Mon ambition était grande »                     | Storia e civiltà  | Thierry Lentz                                   | Alessandra Benabbi                                      |
| 120 | I Fenici: alle origini del Libano                                                               | Les Phéniciens : Aux origines du Liban                       | Storia e civiltà  | Éric Gubel, Françoise Briquel-Chatonnet         | Claudia Matthiae                                        |
| 121 | Cnosso e l’arte minoica                                                                         | Cnossos : L’archéologie d’un rêve                            | Storia e civiltà  | Alexandre Farnoux                               | Giuliana Lomazzi                                        |
| 122 | I Cistercensi e l’aspirazione all’assoluto                                                      | Le rêve cistercien                                           | Storia e civiltà  | Léon Pressouyre                                 | Alessandra Benabbi                                      |
| 123 | Rossini: l’opera e la maschera                                                                  | Rossini : L’opéra de lumière                                 | Musica            | Damien Colas                                    | Alessandro di Profio                                    |
| 124 | L’Inquisizione: baluardo della fede?                                                            | L’Inquisition : Rempart de la foi ?                          | Storia e civiltà  | Laurent Albaret                                 | Emma da Fiesole                                         |
| 125 | Antica Cina: storia di una riscoperta                                                           | La redécouverte de la Chine ancienne                         | Storia e civiltà  | Corinne Debaine-Francfort                       | Claudia Matthiae                                        |
| 126 | Il Giappone: arte e cultura di un impero                                                        | Le Japon éternel                                             | Storia e civiltà  | Nelly Delay                                     | Claudia Matthiae                                        |
| 127 | I megaliti: pietre della memoria                                                                | Les Mégalithes : Pierres de mémoire                          | Storia e civiltà  | Jean-Pierre Mohen                               | Maurizio Tacchetti                                      |
| 128 | La carta: avventura quotidiana                                                                  | Le papier : Une aventure au quotidien                        | Storia e civiltà  | Pierre-Marc de Biasi                            | Alessandra Benabbi                                      |
| –   | Universale Electa/Gallimard: Catalogo Primavera ’93                                             | –                                                            | –                 | Electa/Gallimard                                | –                                                       |
| –   | Universale Electa/Gallimard: Catalogo Primavera 1994 -la prima biblioteca tascabile illustrata- | –                                                            | –                 | Electa/Gallimard                                | –                                                       |
| –   | 100: Indice tematico dei primi cento titoli -la prima biblioteca tascabile illustrata-          | –                                                            | –                 | Electa/Gallimard                                | –                                                       |

## Universale L’ippocampo
| Titolo italiano                                   | Titolo francese                                 | Serie        | Autore                                    | Traduttore                                               | Data di pubblicazione in Italia | ISBN                   |
| ------------------------------------------------- | ----------------------------------------------- | ------------ | ----------------------------------------- | -------------------------------------------------------- | ------------------------------- | ---------------------- |
| Terrorismi: Violenza e propaganda                 | Terrorismes : Violence et propagande            | Storia       | François-Bernard Huyghe                   | Fabrizio Ascari                                          | 8 settembre 2011                | ISBN 978-88-96968-73-4 |
| Robert Doisneau: « Pescatore d’immagini »         | Robert Doisneau : « Pêcheur d’images »          | Fotografia   | Quentin Bajac                             | Vera Verdiani                                            | 8 maggio 2012                   | ISBN 978-88-96968-42-0 |
| Le spiritualità indiane                           | Les spiritualités indiennes                     | Spiritualità | Odon Vallet                               | Giovanna Fozzer, in collaborazione con Sergio Rinaldelli | 11 settembre 2012               | ISBN 978-88-96968-86-4 |
| Shiva: Liberatore delle anime e Signore degli dei | Shiva : Libérateur des âmes et Maître des dieux | Spiritualità | Marie-Luce Barazer-Billoret, Bruno Dagens | Giovanna Fozzer                                          | 11 settembre 2012               | ISBN 978-88-96968-85-7 |
| Lo sciamanismo di Siberia e d’Asia centrale       | Le chamanisme de Sibérie et d’Asie centrale     | Spiritualità | Charles Stépanoff, Thierry Zarcone        | Giovanna Elisa Taibi                                     | 11 settembre 2012               | ISBN 978-88-96968-87-1 |